# Synapsis tmolus
Synapsis tmolus là một loài bọ cánh cứng trong họ Bọ hung (Scarabaeidae).